# Tunelul Brabotunnel
Brabotunnel este al patrulea tunel pe sub Schelde din Antwerpen și singurul tunel al premetroului care subtraversează râul. Brabotunnel este un tunel cu două tuburi și conectează stația Groenplaats, de pe malul de vest al Scheldei, cu stația Van Eeden din cartierul Linkeroever. Tunelul este traversat de liniile de tramvai 3, 5, 9 și 15. Brabotunnel a fost inaugurat pe 21 septembrie 1990, în prezența ministrului flamand al Transporturilor Johan Sauwens. În același an a circulat și primul tramvai prin tunel.
Lungimea totală a tunelului este de circa doi kilometri, din care 2 x 375 m pe sub Schelde. Din motive de siguranță, cele două tuburi de 5,70 m în diametru au fost forate păstrându-se distanță între ele. Tunelul este conectat cu stația Groenplaats printr-o secțiune casetată de 78 m lungime construită la mică adâncime, între Oude Koornmarkt și Groenplaats. Stația Groenplaats a trebuit să fie modificată substanțial pentru a permite conexiunea cu Brabotunnel.
Adâncimea tunelului sub luciul de apă al Scheldei este de circa 31,50 m în zona șenalului navigabil, asigurându-se pe fundul apei o acoperire de minimum 7 m a tunelului cu straturi de nisip și argilă.
Pantele tunelului spre stațiile de pe cele două maluri, din motive de asigurare a tracțiunii tramvaielor și confort al pasagerilor, sunt limitate la maximum 5 %. Imediat în spatele zidului de îndiguire a malului drept al Scheldei, conectat cu cele două tuburi ale tunelului, a fost prevăzut un puț vertical. Scopul principal al acestuia este să asigure o bună disipare a fumului în eventualul caz al unui incendiu în secțiunea cea mai adâncă a tunelului.
Celelalte tuneluri pe sub Schelde de pe teritoriul Antwerpenului sunt Sint-Annatunnel (pentru pietoni și cicliști), Waaslandtunnel (pentru autovehicule) și Kennedytunnel (alcătuit din patru tuburi: două pentru autovehicule, unul pentru pietoni și cicliști și unul feroviar. În zona industrială a orașului mai sunt în exploatare tunelurile Liefkenshoektunnel (rutier) și Antigoontunnel (feroviar), adiacent portului de nord.